# 卡尔·卢德维格·恩格尔
卡尔·卢德维格·恩格尔（瑞典語：Carl Ludvig Engel，1778年7月3日—1840年5月14日）是一位德国建筑师，以其新古典主义帝政风格而著称。他对19世纪上半叶芬兰的建筑影响深远。他不仅仅是一位建筑师，还是负责整个芬兰公共建筑的建筑规划局的主管。
大多数他的著名设计建筑位于赫尔辛基，在他的规划下赫尔辛基重建为刚刚成立的芬兰大公国的首都。他的设计作品包括环绕作为首都具有纪念意义的市中心元老院廣場的建筑以及广场附近的建筑，譬如赫尔辛基主教座堂、政府宫、赫尔辛基市政厅、赫尔辛基大学的图书馆及主楼。

## 生平
卡尔·卢德维格·恩格尔出生于1778年柏林夏洛滕堡的一个瓦工的家庭。他最早跟他未来建筑师职业的接触可能是作为一个瓦工学徒。他受训于柏林建筑学院，之后便在普鲁士建筑管理局工作。1806年拿破仑战胜普鲁士后导致建筑业的停滞迫使他及其他建筑师到外国去寻找工作。1808年他申请了爱沙尼亚塔林主管建筑师的职位。他得到了该职位，并由此来到俄罗斯帝国圣彼得堡的附近地区。芬兰也在不远处，并且即将开始作为附属在俄罗斯之下的大公国的管理阶段。
恩格尔于1809年开始在塔林工作，但是几年之后由于缺少项目又不得不寻找新的地方。在爱沙尼亚时期他设计的建筑有位于科赫图街8号（Kohtu 8）的宫殿（现为爱沙尼亚司法长官办公楼），克尔努庄园别墅也可能是他设计的。
从1814年到1815年他为芬兰图尔库的一位商人工作，由此他认识了主管赫尔辛基重建工作的约翰·阿尔布雷克特·埃伦斯特伦。赫尔辛基刚刚被提升为芬兰大公国的首都，而埃伦斯特伦正在寻找一位有才华的建筑师与他一起工作。这次碰面对恩格尔将来的职业起到了决定性的作用。然而在那个时候恩格尔并没有留在芬兰。1815年他前往圣彼得堡接受了一份私人雇佣合同。
1816年恩格尔计划回到他出生的城市，但同时埃伦斯特伦要把恩格尔接到赫尔辛基工作的计划也得到了批准。恩格尔为重建赫尔辛基的设计规划提交至沙皇亚历山大一世，二月份恩格尔被任命为赫尔辛基重建委员会的建筑师。可能在当时恩格尔认为这又是一份临时的工作，但没想到赫尔辛基成为了他的毕生设计作品。
在1819至1820年间当他的第一批建筑设计将要完工之后，他开始接到来自芬兰其它地方的私人或公众建筑项目，由此他作为类似芬兰大公国首席建筑师的地位慢慢确立了。1824年他被任命为负责整个芬兰公共建筑的国家级建筑设计局的主管，最终确定了他的首席建筑师的地位。该主管职务早先也向他推荐过，但由于他还希望返回普鲁士而拒绝了。他担任此职务一直到他去世。该阶段他的著名作品之一为完工于1826年的赫尔辛基老教堂。1827年图尔库大火几乎烧毁了整个城市，恩格尔负责为图尔库设计新的城市规划。
恩格尔在1840年5月14日去世于赫尔辛基。

## 图集

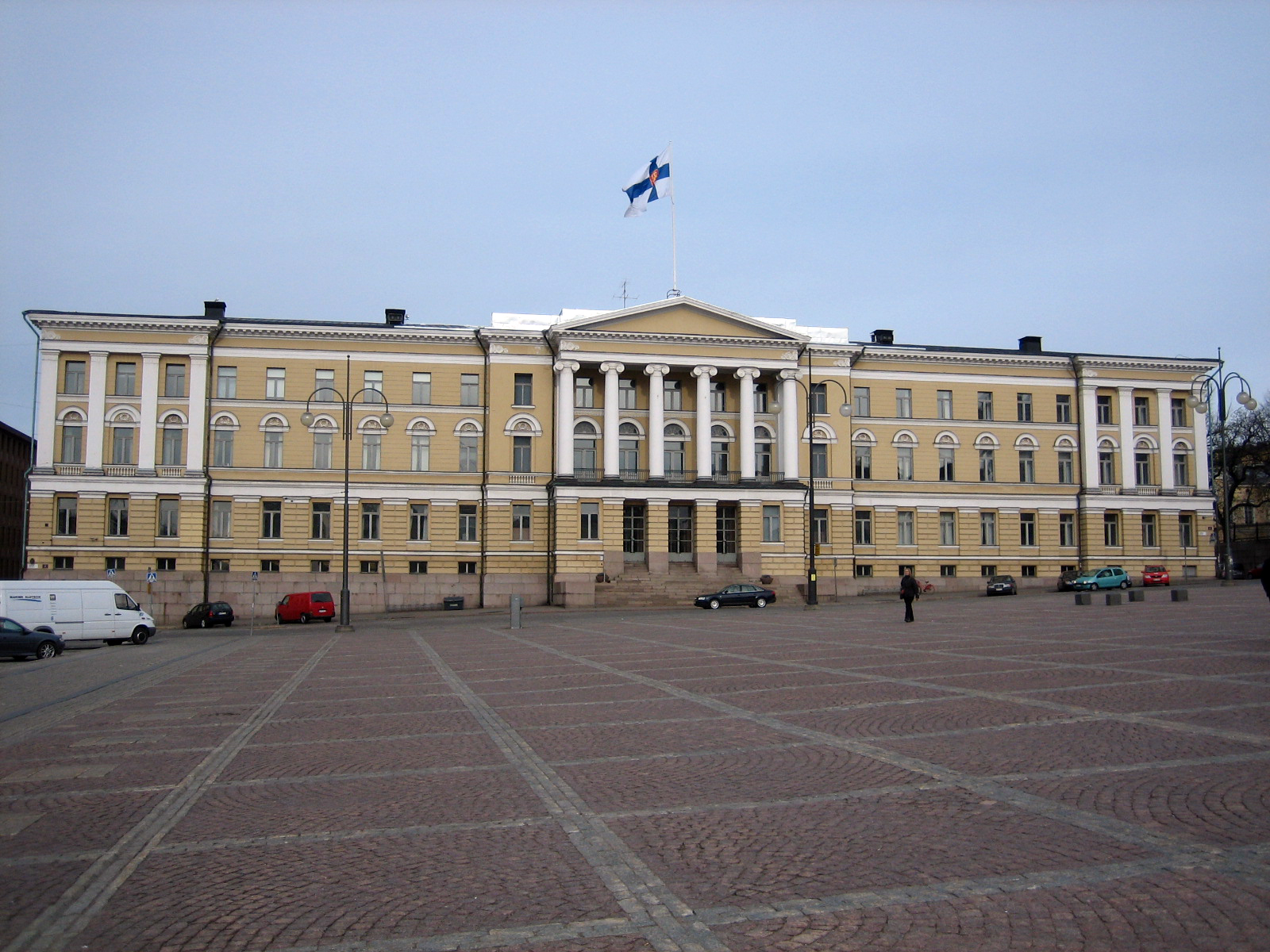
赫尔辛基大学主楼
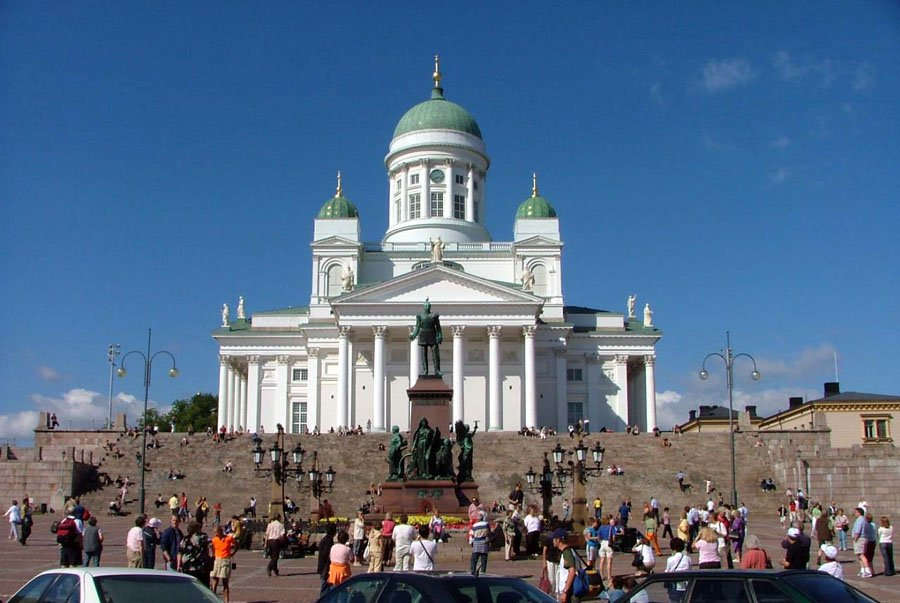
元老院廣場及赫尔辛基主教座堂
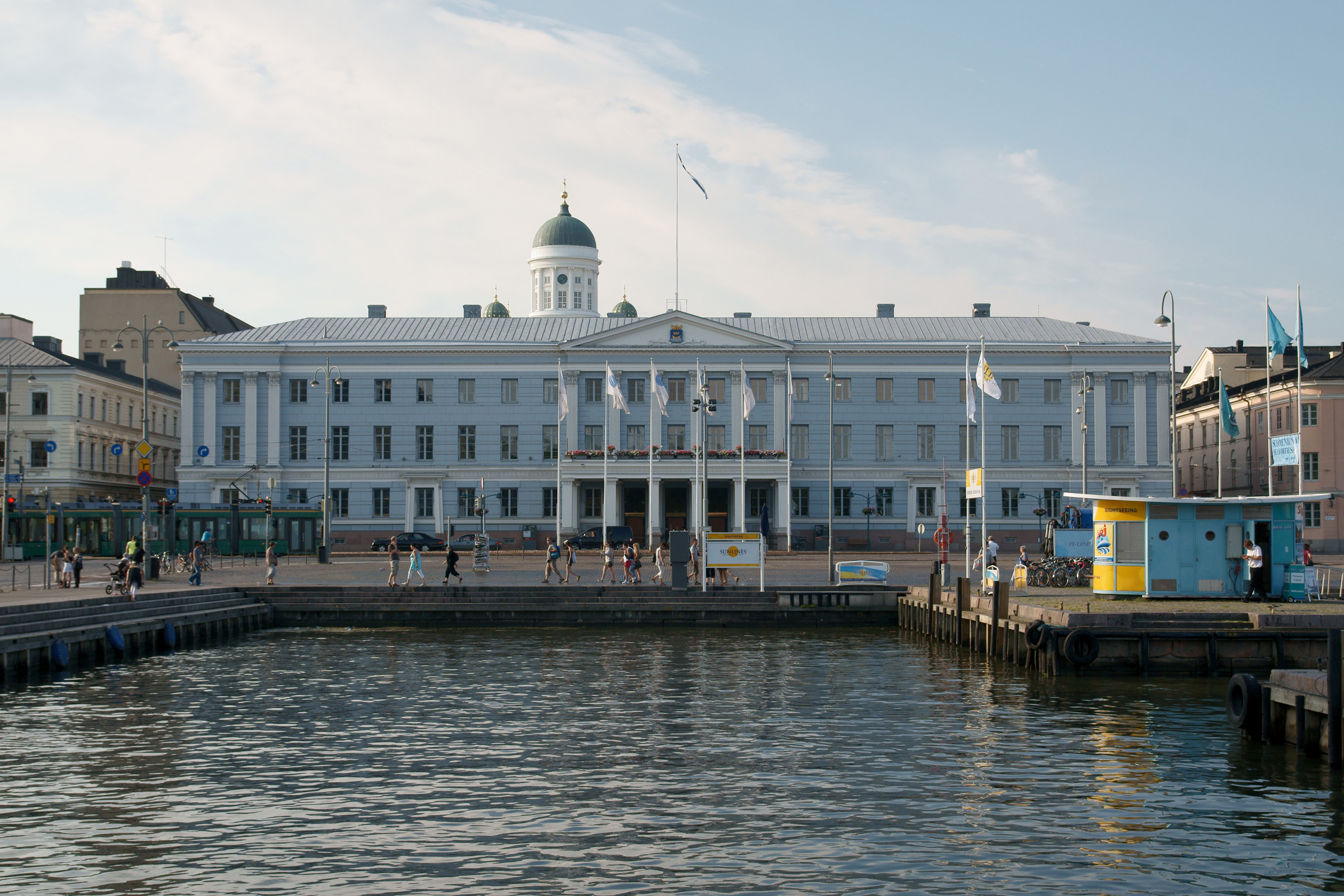
赫尔辛基市政厅（1833，原本为旅馆）
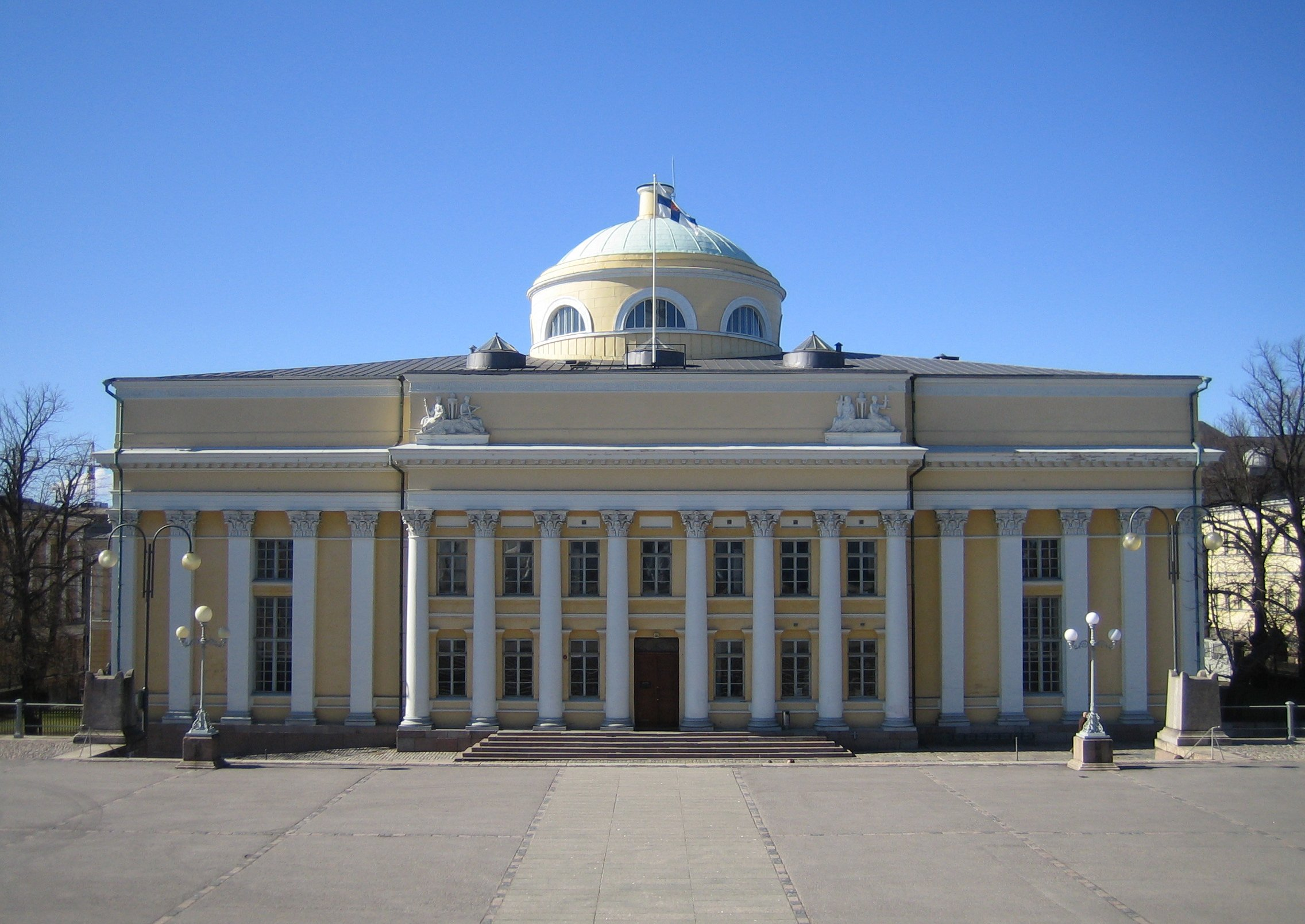
芬兰国家图书馆
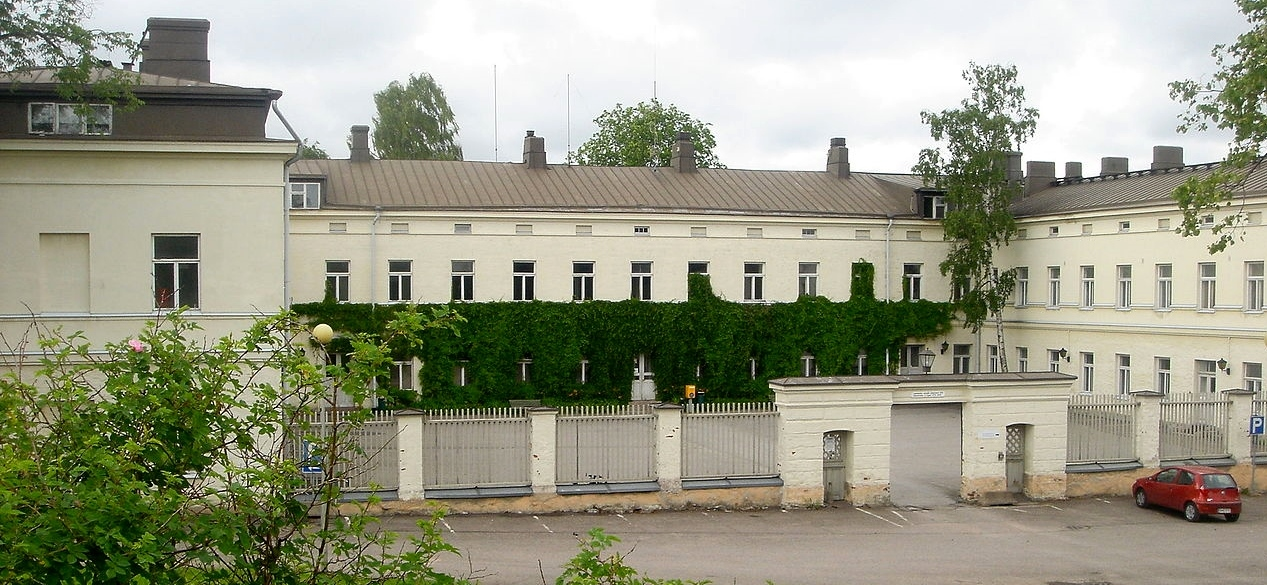
赫尔辛基拉平拉赫蒂医院
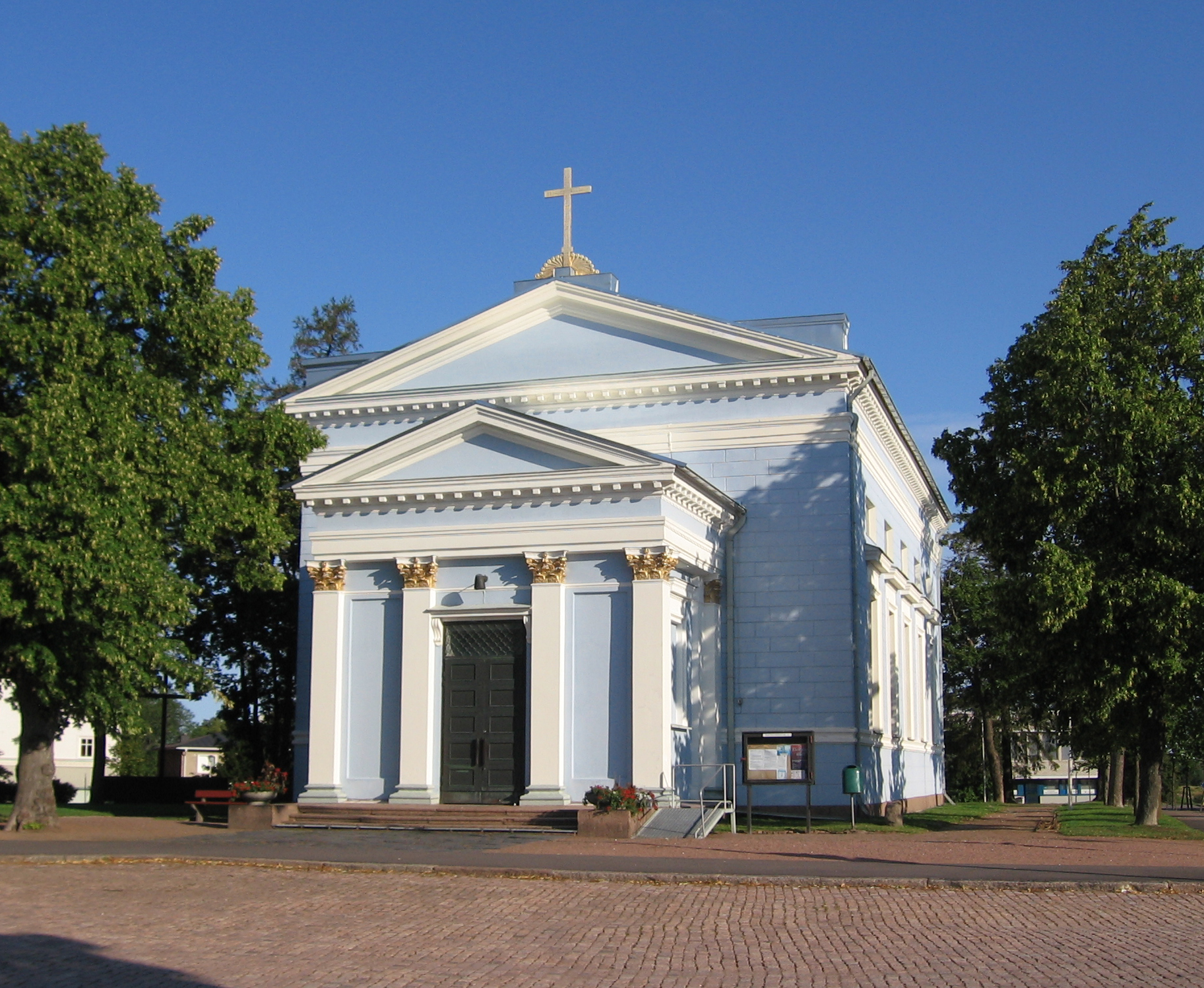
位于哈米纳的圣约翰教堂
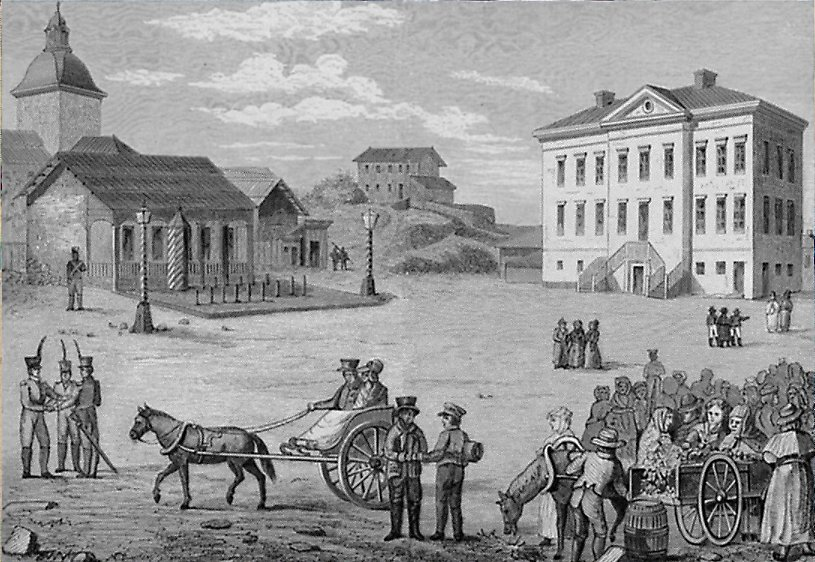
1820年恩格尔所描绘的赫尔辛基
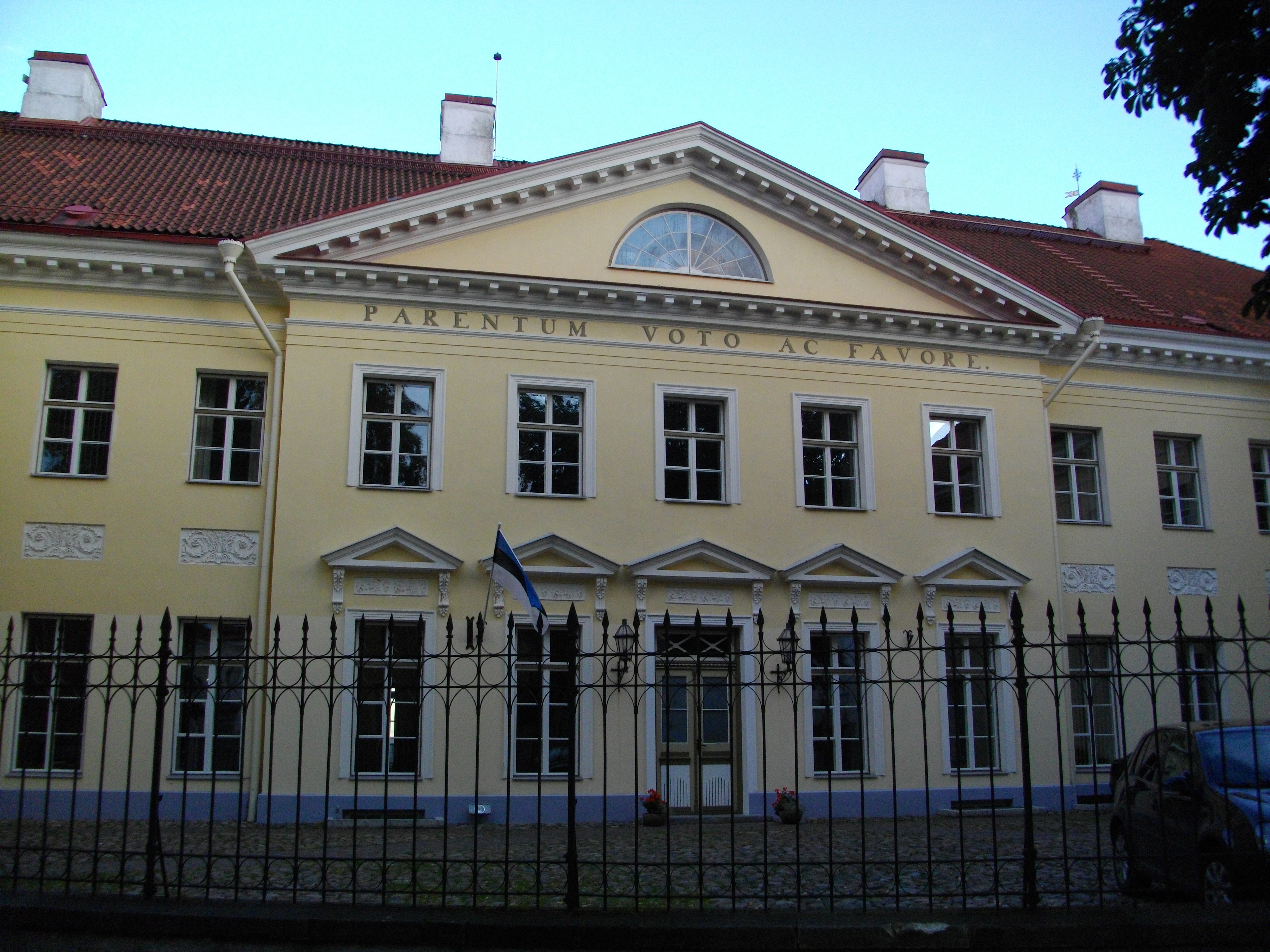
位于塔林科赫图街8号（Kohtu 8）的宫殿
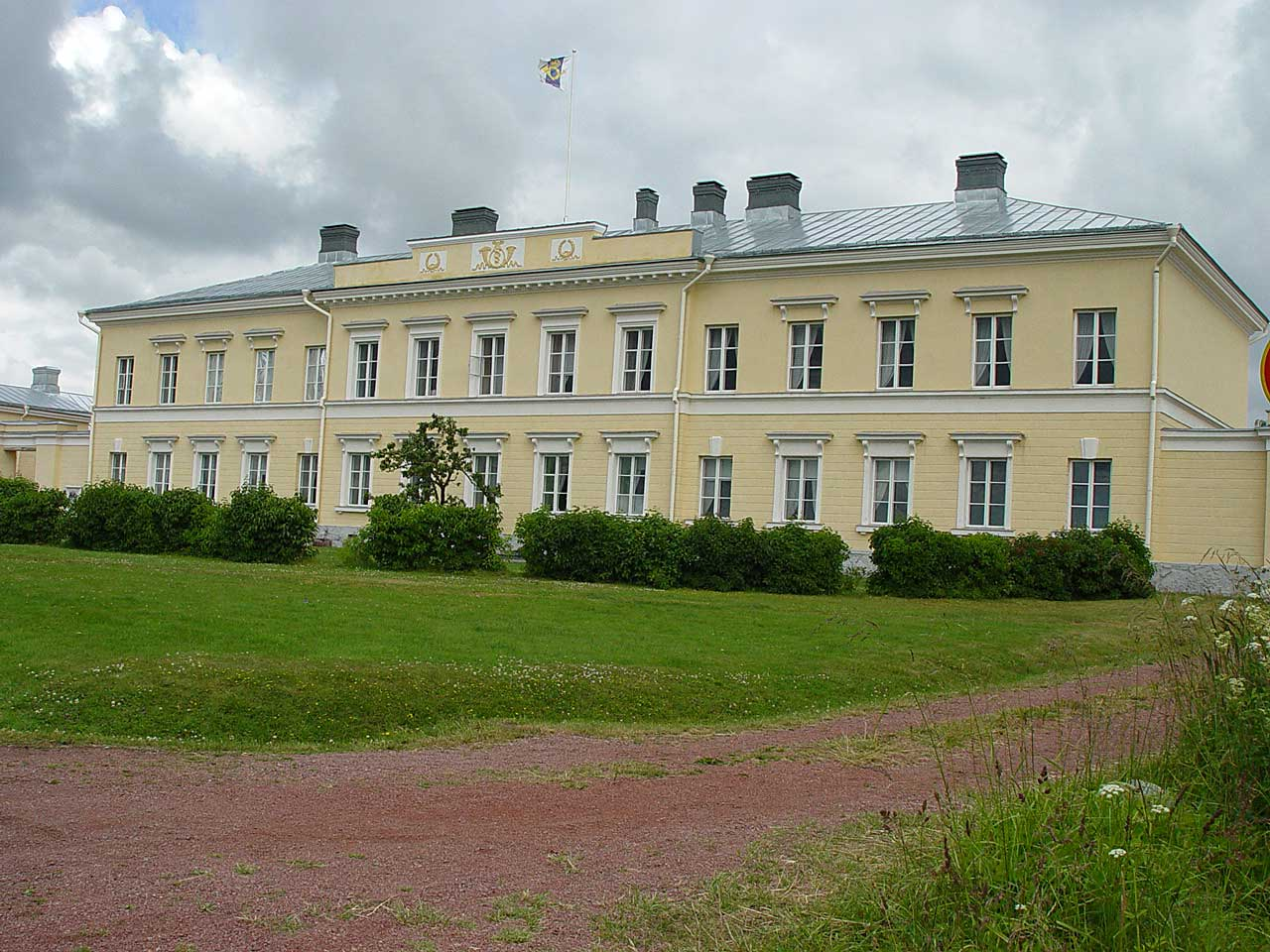
埃克勒邮政及海关大楼（英语：Eckerö Mail and Customs House）（1828）
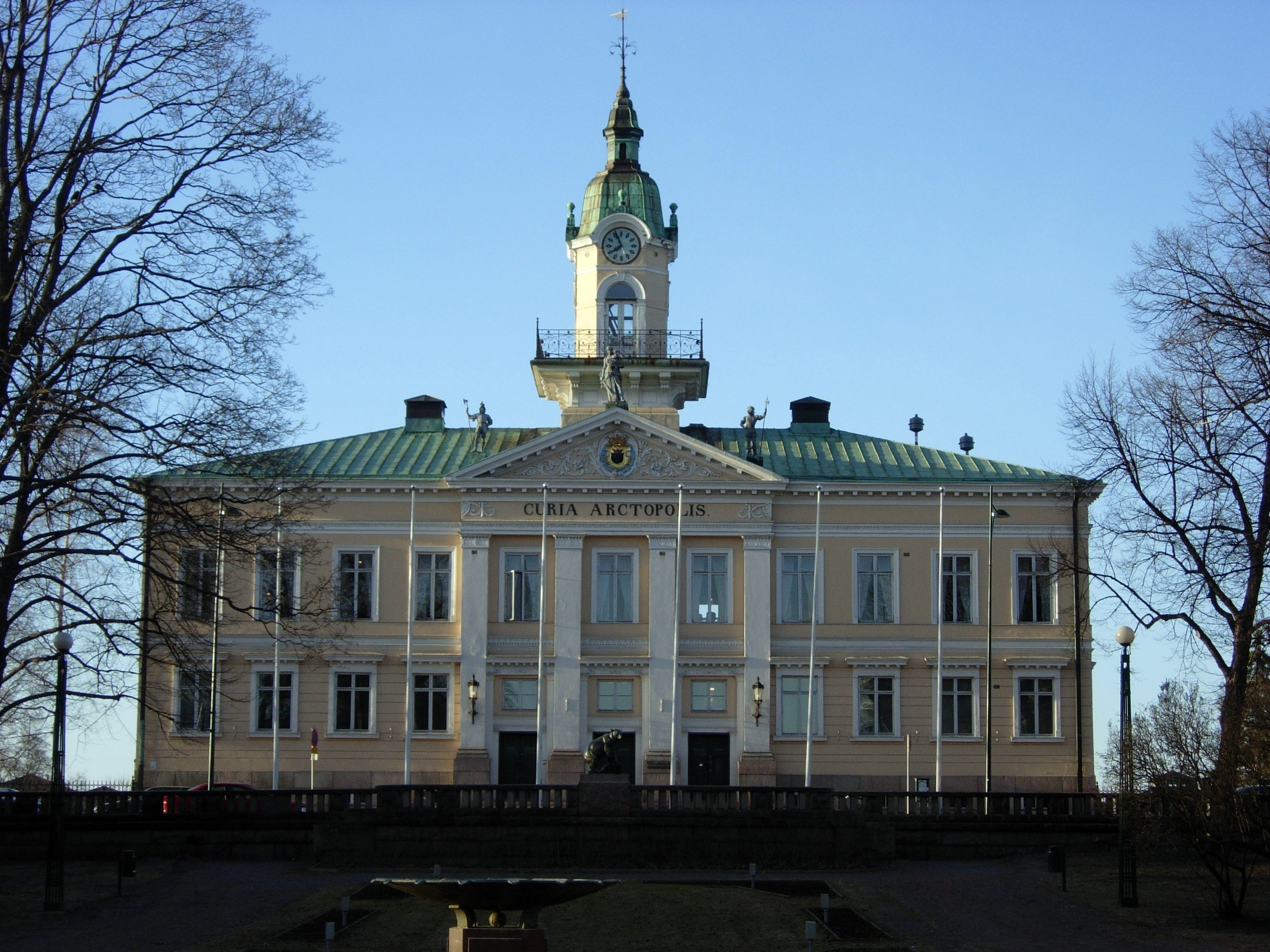
波里老市政厅（英语：Pori Old Town Hall）（1841）
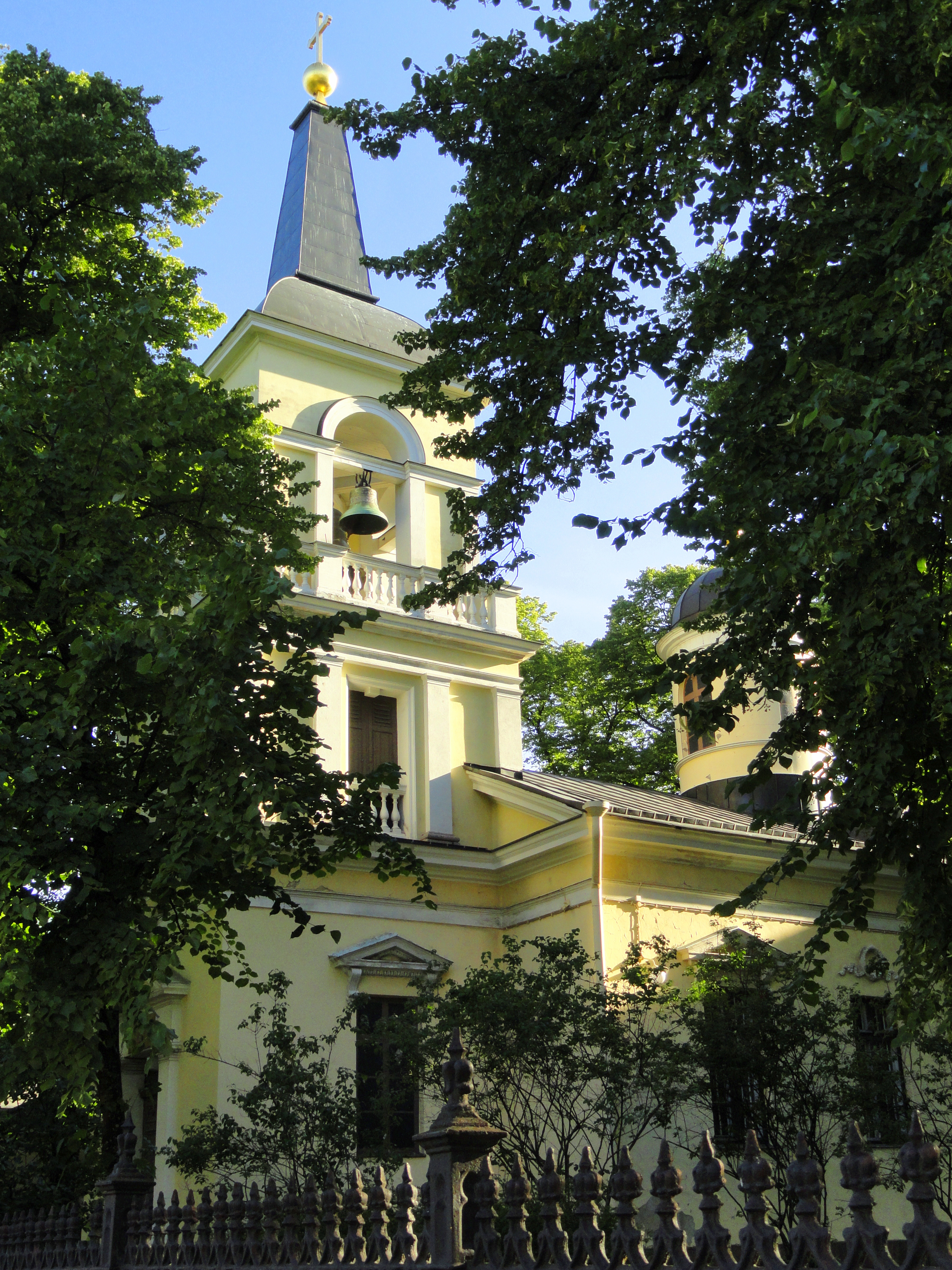
圣三一教堂（1826）
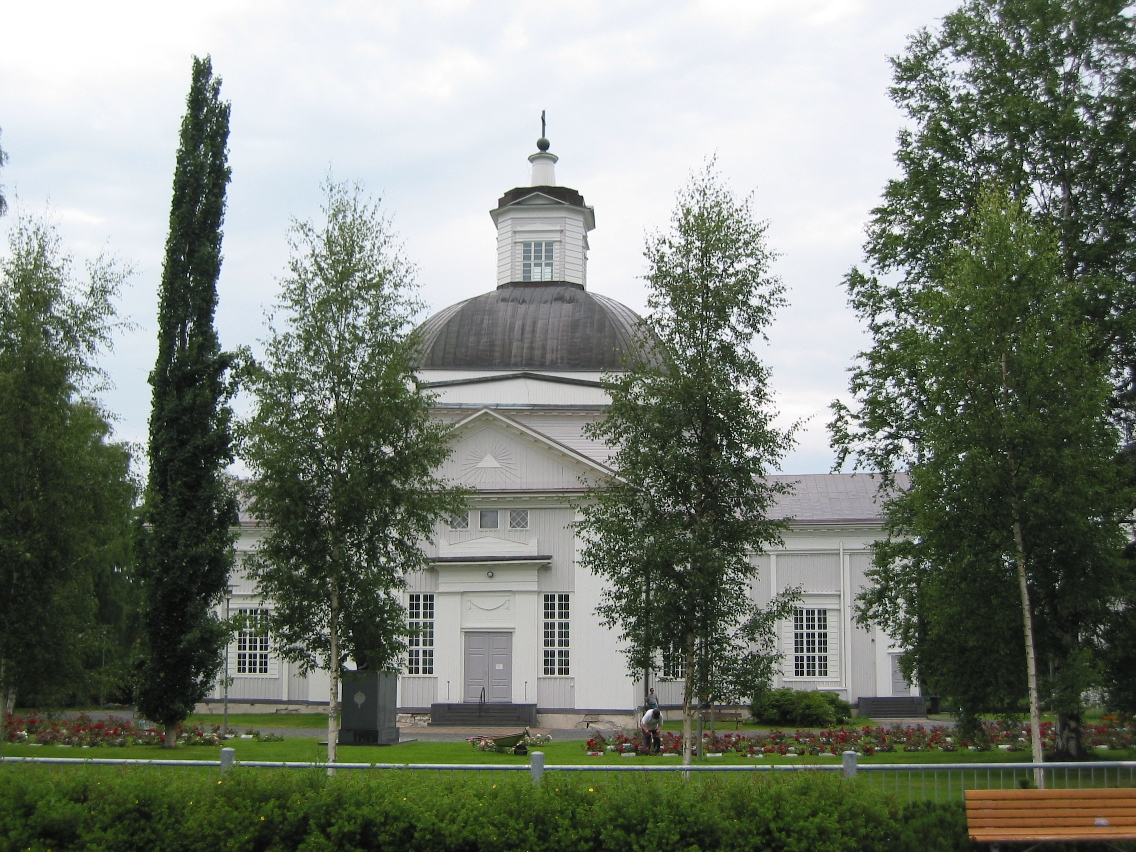
拉普阿主教座堂（1827）
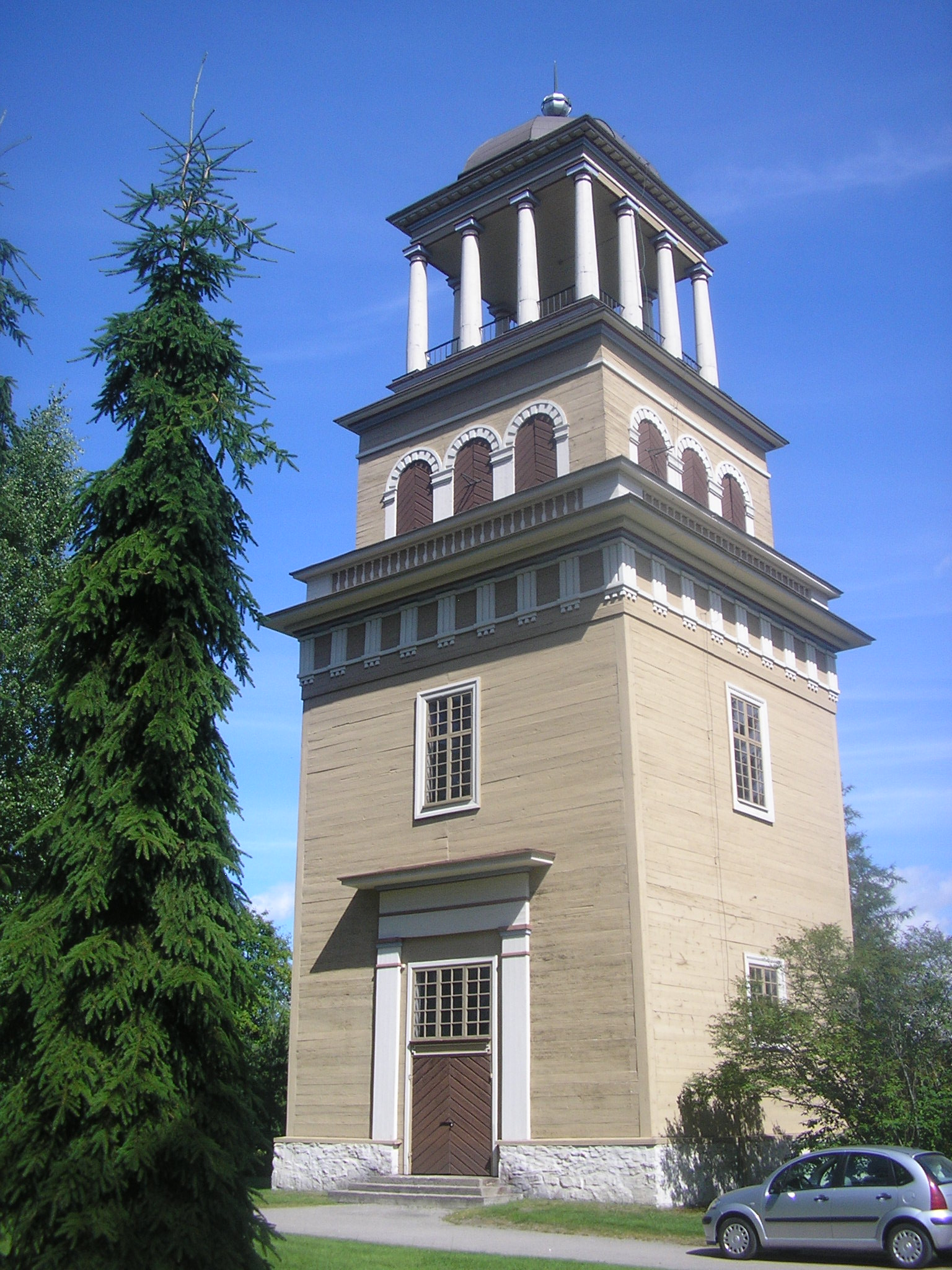
列克萨钟楼（1836）